# Aage Frandsen
Aage Valdemar Harald Frandsen (Copenaghen, 18 ottobre 1890 – Copenaghen, 24 marzo 1968) è stato un ginnasta danese.

## Carriera
Ha vinto la medaglia d'oro nella competizione a squadre, sistema libero, alle Olimpiadi di Anversa 1920.